# Censo de México de 1910
El censo de México de 1910, denominado oficialmente Tercer Censo de Población de los Estados Unidos Mexicanos, fue el tercer censo realizado en México. Se llevó a cabo el 27 de octubre de 1910 y dio como resultado una población de 15 160 369 habitantes.

## Realización
En 1909, un año antes de la realización del censo, se llevó a cabo un censo de casas con la intención de facilitar la planeación del recuento de población. El censo fue realizado el 27 de octubre de 1910, tan solo un mes antes del inicio de la Revolución mexicana. Debido a esta característica el censo es considerado como uno de los documentos de mayor relevancia para el estudio de las condiciones de México previo al conflicto armado. El censo recolectó la siguiente información por persona:
- Sexo
- Edad
- Lugar de nacimiento
- Residencia
- Idioma
- Instrucción
- Religión
- Ocupación
- Defectos físicos y mentales

Los datos de este censo fueron publicados hasta 1918 en seis volúmenes. El retraso en la publicación se debió a la falta de tecnología para sistematizar las cifras y al desarrollo de la Revolución mexicana.

## Resultados
| Posición | Estado                        | Población  |
| -------- | ----------------------------- | ---------- |
| 1        | Jalisco                       | 1 208 855  |
| 2        | Veracruz                      | 1 132 859  |
| 3        | Puebla                        | 1 101 600  |
| 4        | Guanajuato                    | 1 081 651  |
| 5        | Oaxaca                        | 1 040 398  |
| 6        | Michoacán                     | 991 880    |
| 7        | México                        | 989 510    |
| 8        | Distrito Federal              | 720 753    |
| 9        | Hidalgo                       | 646 551    |
| 10       | San Luis Potosí               | 627 800    |
| 11       | Guerrero                      | 594 278    |
| 12       | Durango                       | 483 175    |
| 13       | Zacatecas                     | 477 556    |
| 14       | Chiapas                       | 438 843    |
| 15       | Chihuahua                     | 405 707    |
| 16       | Nuevo León                    | 365 150    |
| 17       | Coahuila                      | 362 092    |
| 18       | Yucatán                       | 339 613    |
| 19       | Sinaloa                       | 323 642    |
| 20       | Sonora                        | 265 383    |
| 21       | Tamaulipas                    | 249 641    |
| 22       | Querétaro                     | 244 663    |
| 23       | Tabasco                       | 187 574    |
| 24       | Tlaxcala                      | 184 171    |
| 25       | Morelos                       | 179 594    |
| 26       | Territorio de Tepic           | 171 173    |
| 27       | Aguascalientes                | 120 511    |
| 28       | Campeche                      | 86 661     |
| 29       | Colima                        | 77 704     |
| 30       | Territorio de Baja California | 52 272     |
| 31       | Territorio de Quintana Roo    | 9 109      |
| Total    | Total                         | 15 160 369 |

1. ↑  Corresponde al actual estado de Nayarit.
2. ↑  Corresponde a los actuales estados de Baja California y Baja California Sur.

## Ciudades más pobladas
| Posición | Ciudad             | Estado           | Población |
| -------- | ------------------ | ---------------- | --------- |
| 1        | Ciudad de México   | Distrito Federal | 471 066   |
| 2        | Guadalajara        | Jalisco          | 119 468   |
| 3        | Puebla de Zaragoza | Puebla           | 96 121    |
| 4        | Monterrey          | Nuevo León       | 78 528    |
| 5        | San Luis Potosí    | San Luis Potosí  | 68 022    |
| 6        | Mérida             | Yucatán          | 62 447    |
| 7        | León               | Guanajuato       | 57 722    |
| 8        | Veracruz           | Veracruz         | 48 633    |
| 9        | Aguascalientes     | Aguascalientes   | 45 198    |
| 10       | Morelia            | Michoacán        | 40 042    |
| 11       | Chihuahua          | Chihuahua        | 39 706    |
| 12       | Pachuca            | Hidalgo          | 39 009    |
| 13       | Oaxaca             | Oaxaca           | 38 011    |
| 14       | Tacubaya           | Distrito Federal | 35 830    |
| 15       | Guanajuato         | Guanajuato       | 35 682    |
| 16       | Saltillo           | Coahuila         | 35 414    |
| 17       | Orizaba            | Veracruz         | 35 263    |
| 18       | Torreón            | Coahuila         | 34 271    |
| 19       | Querétaro          | Querétaro        | 33 062    |
| 20       | Durango            | Durango          | 31 763    |